# 華新水泥
華新水泥股份有限公司，簡稱華新水泥股份，以及華新水泥（英語：Huaxin Cement Company Limited，港交所：6655，上交所：600801/900933，简称：華新水泥/华新B股（B股已除牌）），1907年在湖北黃石設立，當時名為「湖北水泥廠」。
業務為生產水泥（以「華新」和「堡壘」）、预拌混凝土、骨料、环保产业、处置城市生活垃圾、市政污泥、漂浮物、危险废物、一般工业废弃物、污染土物。
董事長為徐永模，總裁為李叶青。總部位於中国湖北黄石黄石大道897号，營業地點為湖北省武汉市东湖高新技术开发区光谷大道特1号国际企业中心5号楼。

## 事紀
1907年在湖北黃石設立，當時名為「湖北水泥廠」，1914年更名為「華記湖北水泥廠」，1934年更名為「啟新華記水泥廠」，經過多年合併重組，1993年更名為「華新水泥股份有限公司」，1994年1月3日和12月9日，分別以A（人民幣結算）和B股（美元結算）於上海證券交易所上市。1999年和瑞士霍爾希姆共同合作發展。
2006年春天，瑞士霍爾希姆透過旗下公司Holchin B.V.定向增发16000万股A股和8576.13万股B股，持有該公司26.11%股權，成為主要大股東之一。

## 柬埔寨华新水泥
中国华新水泥于2013年从柬埔寨Chakrey ting Factory Co.,LTD水泥公司收购68%股份，华新持有股份68%，另外云南外经持有32%的股份，成为全资的中资公司，目前Chakrey ting Factory Co.,LTD水泥公司由华新公司负责全权管理。

## 链接
- 华新水泥 （页面存档备份，存于）